# RAW (файлова система)
RAW (в операційних системах лінійки Microsoft Windows NT) — позначення невизначеної файлової системи тому.
Компонента RAWFS існує і вбудована в саме ядро, але єдине призначення цієї компоненти — відповісти на запити від додатків про розмір тому і ім'я файлової системи.
Фактично файлової системи RAW не існує, і визначення файлової системи розділу як RAW на практиці означає, що ні одним зі встановлених в операційній системі драйверів файлових систем не було розпізнане ім'я файлової системи дискуа в розділі (ні як відома для ОС FAT, FAT32 ні як NTFS) внаслідок того, що:
- диск (том) не відформатовано — найчастіше для нових флешок/дисків;
- немає коректного доступу до вмісту диска (тому);
- пошкоджена структура файлової системи.

Якщо файлова система диска розпізнається як RAW, читання даних, присвоєння мітки тому та інші операції з цим розділом (наприклад, дефрагментація або перевірка на наявність помилок) стають неможливими. При цьому операційна система відображає розмір розділу і при зверненні до нього пропонує його відформатувати.

## Можливі причини
Пошкодження структури файлової системи відбуваються в результаті збоїв в роботі комп'ютера або програм, а також внаслідок діяльності різного роду шкідливих програм. Можна виокремити наступні пошкодження:
- неправильні значення для розділу в таблиці розділів;
- часткові руйнування в завантажувальному секторі файлової системи;
- руйнування в області головної файлової таблиці MFT (для файлової системи NTFS);
- проблеми з драйверами на периферійні пристрої (USB-флешки, док-станції);
- позапланове відключення комп'ютера, наприклад, у момент відключення електроживлення або синього екрану;
- проблеми на фізичному обладнанні;
- під час форматування розділу файлова система може відображатися як RAW.

Однією з можливих причин є запис у завантажувальний сектор або в MFT помилкових даних. У разі, якщо більша частина структур файлової системи залишилась недоторканою, існує велика ймовірність відновлення файлової системи.
У разі псування інформації про розділ, можуть бути застосовані програми, які вміють відновлювати розділи, наприклад GetDataBack, TestDisk, PhotoRec, AOMEI Partition Assistant Professional, DMDE, або інші (див. Програми для відновлення даних)
Крім усього сказаного, файлова система RAW може позначати реально існуючий том, відформатований іншою операційною або апаратною системою і при цьому містити які-небудь дані. Наприклад, це може бути диск з відеореєстратора. Інший приклад: у результаті шифрування тому (наприклад за допомогою програми True Crypt) операційна система визначає файлову систему тому як RAW.

## Варіант відновлення
Запустити командний рядок від імені адміністратора, виконати команду chkdsk X /f де X — буква пошкодженого розділу диска. chkdsk не працює з RAW форматом, який був спочатку, наприклад, створений на диску з масиву систем зберігання даних, chkdsk зможе відремонтувати носії, у яких до цього була файлова система NTFS або FAT.
При цьому важливо розуміти, що системні утиліти, такі як chkdsk, призначені, в першу чергу, для приведення файлової системи в робочий стан, а не для відновлення даних користувача. Тому в деяких випадках запуск таких утиліт може призводити до значної втрати початкової інформації. Так, наприклад, у разі помилкового заниження обсягу тому NTFS в параметрах завантажувального сектора утиліта chkdsk видалить всі посилання, що виходять за межі зазначеного обсягу, всі зачеплені файли стануть порожніми.